# Wakefield (contea di Fairfax, Virginia)
Wakefield è un census-designated place (CDP) degli Stati Uniti d'America, situato nello stato della Virginia, nella contea di Fairfax. Secondo il censimento del 2020 gli abitanti di Wakefield ammontavano a 11 805.